# 劉祥 (興中會)
劉祥，广东台山（今广东省台山市）人，台山華僑富商、永和泰商號和杂货店司理司事。
清光绪二十年（1894年）11月24日，孙中山联合华侨中的反清人士在夏威夷檀香山成立兴中会，宗旨是“驱除鞑虏，恢复中华，创立合众政府”，出席興中會成立典禮共24人，都是華僑。除刘祥外還有何宽、李昌、程蔚南、鄧蔭南、鄭金、黃亮、黃華恢、鍾木賢、許直臣、卓海、李祿、李多馬、林鑑泉、鄭照、劉壽、鍾宇（工宇）、曹采、劉卓、宋居仁、陳南、夏百子、李𣏌、侯艾泉等24人。
孙中山担任会议主席，提议定名为兴中会，规定以“振兴中华，挽救危局”为宗旨，并宣布章程9条，众无异议。接着举行选举，公举刘祥（永和泰号司事）、何宽（卑涉银行华人经理）为正、副主席，黄华恢（永和泰号司账）为管库，程蔚南、许直臣为正副文案，李昌、郑金、黄亮、李禄、李多马、邓荫南、林鉴泉等为值理。
会毕，孙中山命各会员填写盟书。盟书内容为：“联盟人某省某县人某某，驱除鞑虏，恢复中国，创立合众政府。倘有贰心，神明鉴察。”盟词由李昌宣读，各会员以左手置耶教《圣经》上，高举右手，向天次第读之，如仪而散。会后，各会员又相继四出联络，继而又有90余人次第入会，包括孙眉、简永照、尹煜传、杨文纳、古义、伍云生、李光辉、容兆吉、陆望华、陆灿、张福如、许帝有、叶桂芳、程祖安、郑发、卫积益等在内。总计自1894年—1895年间在檀香山入会有姓名可考者共126人（包括孙中山）。其间，兴中会派宋居仁、李昌到茄荷雷（Kahului）建立以孙眉为主席的分会，派孙眉去百衣（Paia）建立以邓荫南为主席的分会，在茅宜岛上，成立了“兴中会”分会，孙眉任会长。1895年2月香港兴中会总会成立后，刘祥脱离“兴中会”。